# Agrisud international
Agrisud international est une association française loi de 1901, de solidarité internationale, créée en 1992 et basée dans le Sud-Ouest de la France, à Libourne. 

## Historique
Son fondateur, Jacques Baratier, industriel dans la papeterie, considérant que le petit entrepreneuriat est la solution efficace pour lutter contre la pauvreté, a déterminé le mode d'action d'Agrisud International : l'aide à la création de très petites entreprises (TPE) agricoles.
Agrisud est basée dans le Sud-Ouest de la France, à Libourne, et bénéficie du soutien de la région Nouvelle-Aquitaine. Le budget d'Agrisud est de 4,5 millions d’euros, dont les trois quarts sont assurés par l’Agence française de développement.
52000 TPE dans 18 pays du Sud ont bénéficié de l'appui de l'ONG. Selon le directeur, le taux de survie après 4 ans de ces entreprises est de 85 %.
Agrisud international mène des programmes essentiellement en Afrique et Asie. Ces programmes peuvent être conduits en partenariat avec des entreprises privées comme par exemple avec Orange à Madagascar ou avec la région Nouvelle-Aquitaine au Sénégal. Agrisud intervient également devant des étudiants pour les sensibiliser à l'agroécologie.
Agrisud publie des guides pratiques : sur l'agroécologie en 2010, sur l'agriculture et les dynamiques de territoire en 2020.
Elle est présidée depuis 2019 par Joël Lebreton qui succède à Robert Lion.